# أوستر وورك ماستر
أوستر وورك ماستر  (بالإنجليزية: Auster Workmaster) هي طائرة زراعية أنتجت في بريطانيا. من صناعة أوستر للطائرات. كان أول طيران لها في 1958. دخلت الخدمة في 1958، صنع منها 10 طائرات.